# Brunnera orientalis
Brunnera orientalis là loài thực vật có hoa trong họ Mồ hôi. Loài này được (Schenk) I.M.Johnst. mô tả khoa học đầu tiên năm 1924.